# Paratelmatobius gaigeae
Espèce
Synonymes
- Paratelmatobius pictiventris Lutz, 1958

Statut de conservation UICN

 DD  : Données insuffisantes
Paratelmatobius gaigeae est une espèce d'amphibiens de la famille des Leptodactylidae.

## Répartition
Cette espèce est endémique de l'État de São Paulo au Brésil. Elle se rencontre au-dessus de 1 000 m d'altitude dans la Serra da Bocaina dans la Serra do Mar,.

## Étymologie
Elle est nommée en l'honneur de Helen Beulah Thompson Gaige.

## Publications originales
- Cochran, 1938 : Diagnoses of new Frogs from Brazil. Proceedings of the Biological Society of Washington, vol. 51, p. 41-42 (texte intégral).
- Lutz & Carvalho, 1958 : Novos anfibios anuros das serras costeiras do brasil. Memórias do Instituto Oswaldo Cruz, Rio de Janeiro, vol. 56, no 1, p. 239-260 (texte intégral).